# Force India VJM02
La Force India VJM02 è una vettura di Formula 1 con la quale la scuderia anglo-indiana affronta il campionato mondiale 2009. Venne presentata dopo il suo primo test al Circuito di Silverstone  il 28 febbraio 2009, prima di essere poi nuovamente testata al Circuito di Jerez in Spagna, il giorno seguente. La vettura del team, che ha sede nel Northamptonshire, è decorata con i colori della bandiera indiana ed è guidata dagli stessi piloti della stagione 2008, Giancarlo Fisichella e Adrian Sutil.

## Specifiche tecniche
I due tecnici coinvolti nella creazione della vettura sono stati inizialmente Mike Gascoyne e il team principal Colin Kolles, prima di essere allontanati dalla scuderia per contrasti col proprietario, Vijay Mallya. A seguito di un accordo con la McLaren-Mercedes la scuderia ha abbandonato la fornitura di motori della Ferrari per adottare propulsore, cambio e parti idrauliche della scuderia anglo-tedesca. L'adattamento a queste nuove componenti ha permesso una minor necessità di modifiche nell'aerodinamica della monoposto. Tali modifiche, effettuate in ritardo, hanno costretto la scuderia a ridurre i test allungando il tempo necessario per lo studio della vettura, nella convinzione che ciò consenta di avere una vettura più competitiva.
Le nuove regole previste per il 2009 prevedono un alettone posteriore più alto e stretto rispetto al passato e un alettone anteriore più largo, nel tentativo di garantire una maggiore possibilità di sorpasso. Il regolamento tecnico prevede inoltre il ritorno delle gomme slick, che vengono reintrodotte in F1 dopo un'assenza che durava dal 1998. Questo dovrebbe aumentare il grip della vettura del 20%.
Infine la VJM02 avrebbe potuto montare il KERS, apparecchio che dovrebbe consentire una potenza extra da utilizzare in modo limitato in ogni giro. La monoposto avrebbe dovuto utilizzare lo stesso dispositivo montato sulla McLaren MP4-24, anche se le difficoltà tecniche iniziali non hanno permesso di cogliere ancora questa opportunità. Fisichella, inizialmente, si aspettava che tale dispositivo venisse adottato dal Gran Premio di Spagna, a maggio, mentre è stato poi successivamente annunciato un suo utilizzo dal Gran Premio di Germania, in realtà poi non avvenuto.

## Stagione 2009
La VJM02 non si presenta all'inizio della stagione in maniera molto competitiva. Nonostante questo Adrian Sutil è autore di un'ottima gara sotto la pioggia in Cina; un suo incidente a pochi giri dal termine, quando è sesto, priva la scuderia dei primi punti nella storia del mondiale di F1. In Belgio, contro ogni aspettativa, Giancarlo Fisichella conquista la pole, giungendo poi in gara secondo, cogliendo così i primi punti per la scuderia indiana.
Dopo il passaggio di Giancarlo Fisichella alla Scuderia Ferrari, Vitantonio Liuzzi ne prende il posto come pilota titolare.
Nel Gran Premio d'Italia Adrian Sutil giunge quarto e conquista il primo gpv in carriera per lui e per la scuderia. Queste due prestazioni ottime, sono in realtà motivate dalla conformazione dei due circuiti: basso carico aerodinamico, elevate velocità di punta. Proprio per questo motivo vennero colte buone prestazioni in qualifica anche nei successivi circuiti adatti (Giappone, Brasile). Non verranno però conquistati altri punti, e così la Force India concluse il campionato in nona e penultima posizione nei costruttori con 13 punti, davanti solamente alla Toro Rosso.

## Risultati F1
| Anno | Team        | Motore                  | Gomme | Piloti     |    |    |    |    |     |    |     |    |    |     |    |    |     |     |    |     |    | Punti | Pos. |
| ---- | ----------- | ----------------------- | ----- | ---------- | -- | -- | -- | -- | --- | -- | --- | -- | -- | --- | -- | -- | --- | --- | -- | --- | -- | ----- | ---- |
| 2009 | Force India | Mercedes FO 108W 2.4 V8 | B     | Sutil      | 9  | 17 | 17 | 16 | Rit | 14 | 17  | 17 | 15 | Rit | 10 | 11 | 4   | Rit | 13 | Rit | 17 | 13    | 9º   |
| 2009 | Force India | Mercedes FO 108W 2.4 V8 | B     | Fisichella | 11 | 18 | 14 | 15 | 14  | 9  | Rit | 10 | 11 | 14  | 12 | 2  |     |     |    |     |    | 13    | 9º   |
| 2009 | Force India | Mercedes FO 108W 2.4 V8 | B     | Liuzzi     |    |    |    |    |     |    |     |    |    |     |    |    | Rit | 14  | 14 | 11  | 15 | 13    | 9º   |

| Legenda | 1º posto     | 2º posto | 3º posto    | A punti         | Senza punti/Non class.  | Grassetto – Pole position Corsivo – Giro più veloce |
| Legenda | Squalificato | Ritirato | Non partito | Non qualificato | Solo prove/Terzo pilota | Grassetto – Pole position Corsivo – Giro più veloce |

## Galleria d'immagini

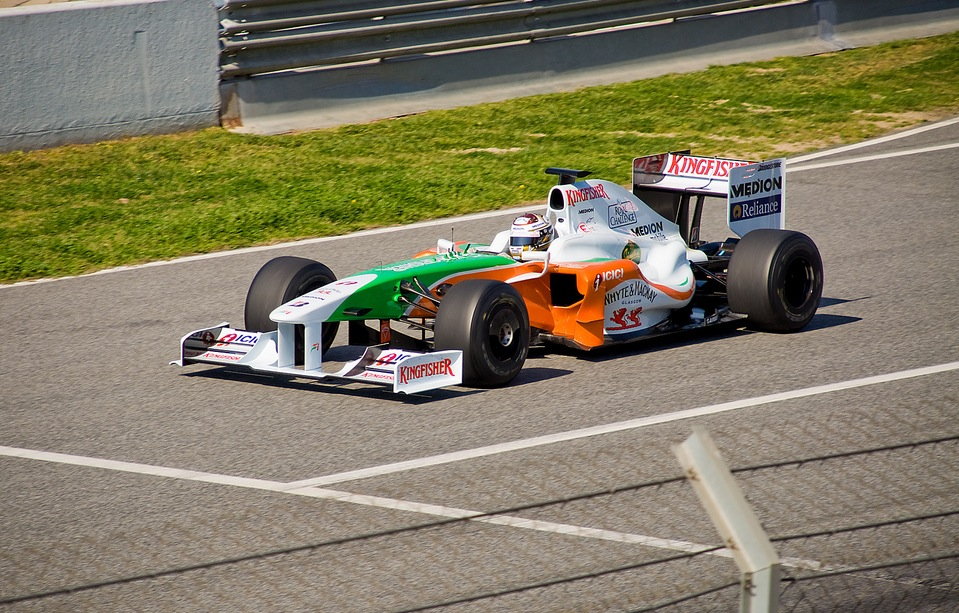
Sutil testa la vettura sul Circuito di Barcellona.
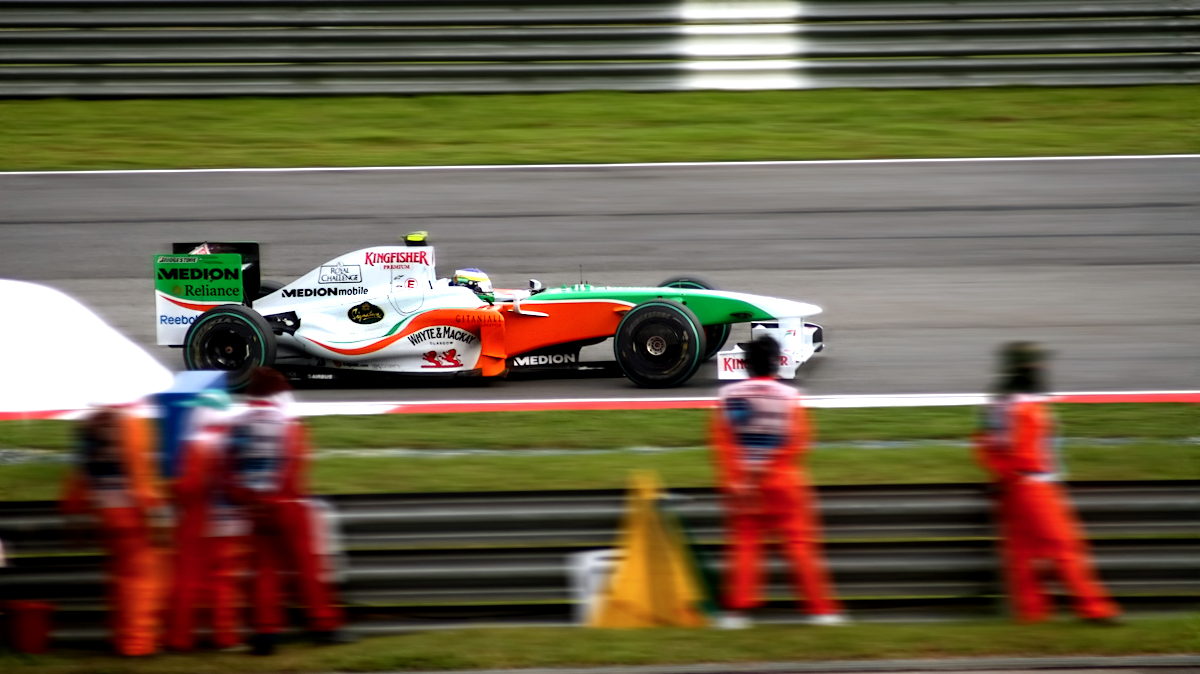
Giancarlo Fisichella al Gran Premio della Malesia 2009.
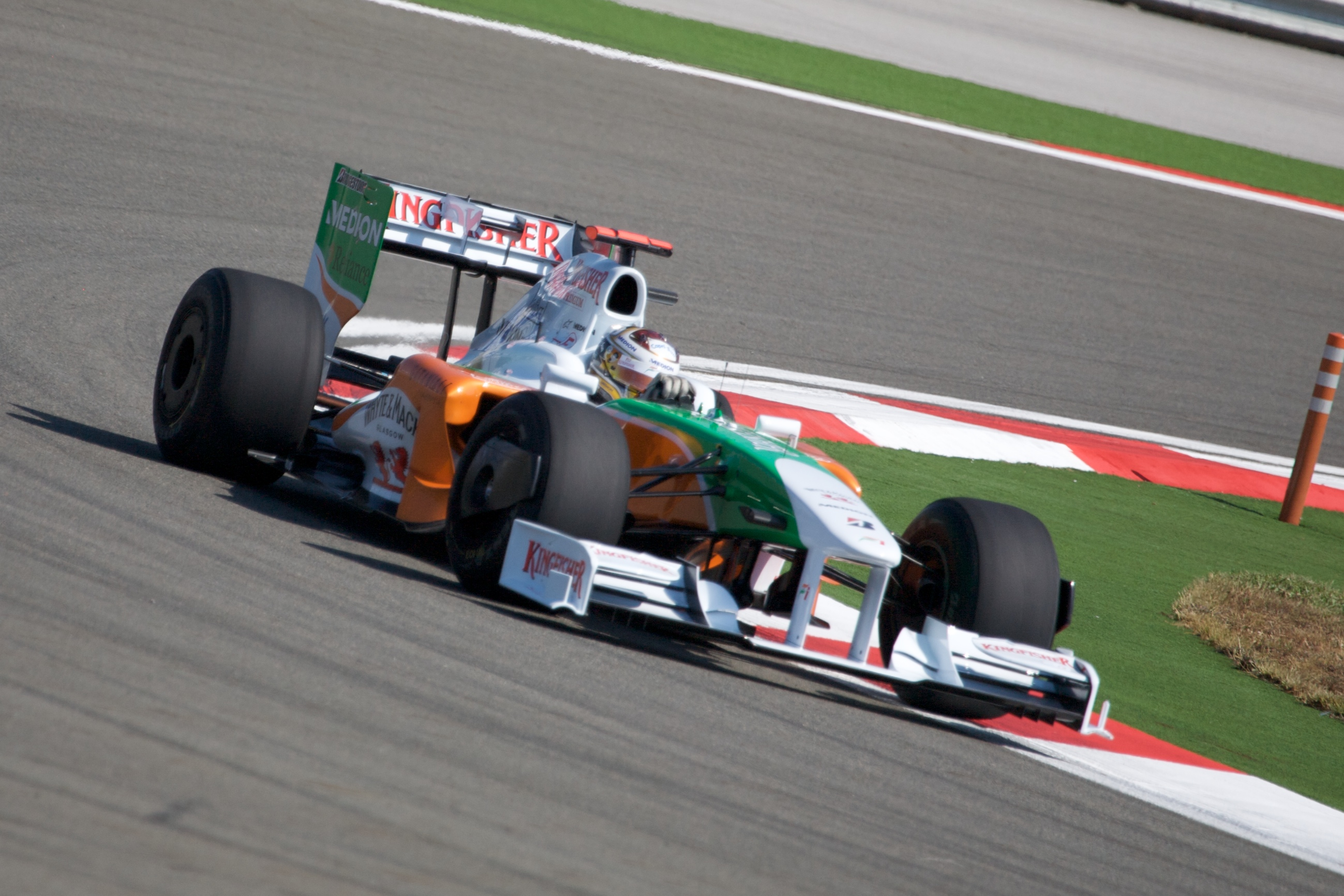
Adrian Sutil al Gran Premio di Turchia 2009
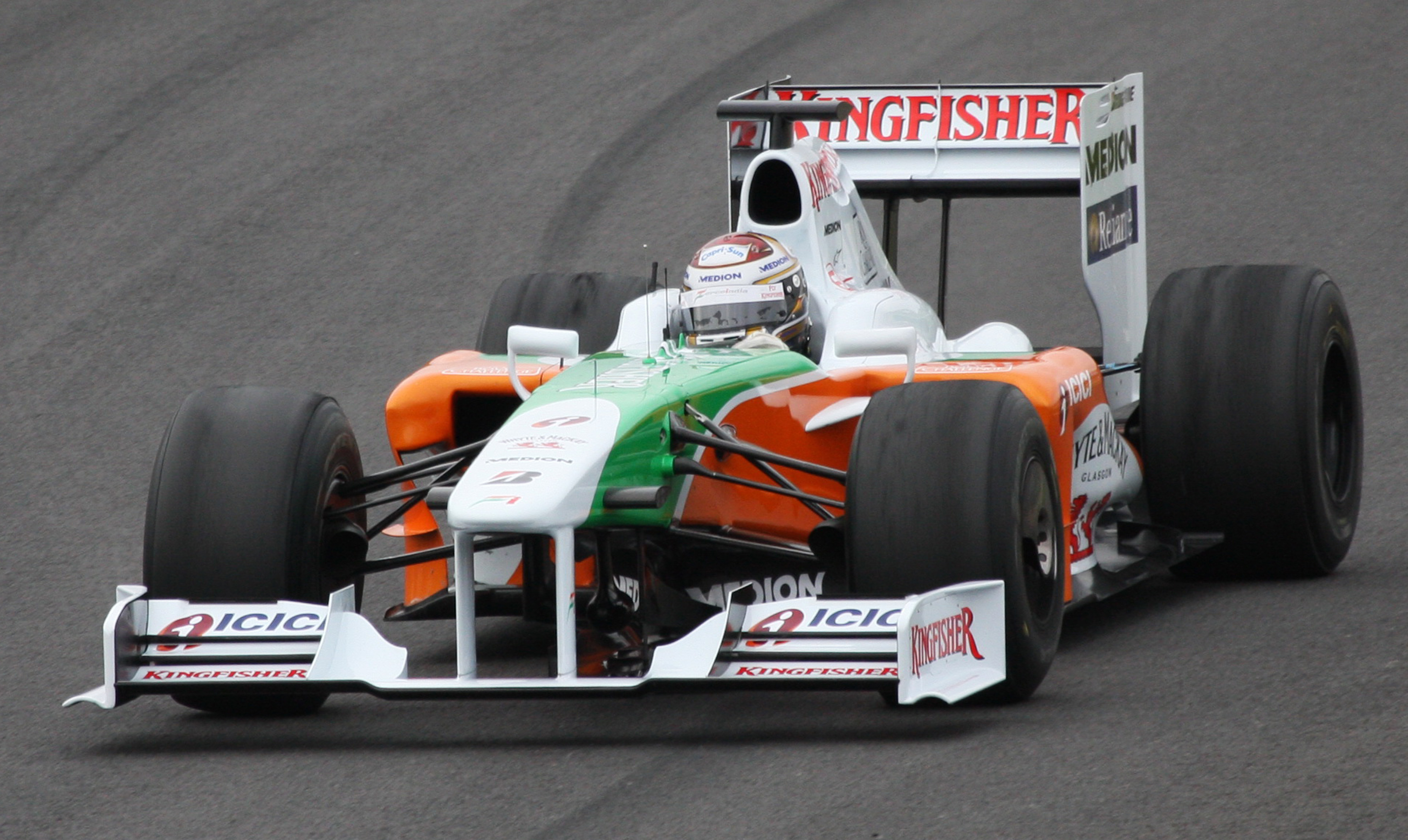
Sutil durante i test invernali a Jerez